# Le Mont-sur-Lausanne
Le Mont-sur-Lausanne este un oraș în Elveția.